# Scuderia Toro Rosso STR10
A Scuderia Toro Rosso STR10 egy Formula–1-es autó, amelyet a Scuderia Toro Rosso versenyeztetett a 2015-ös Formula–1 világbajnokságon. Pilótái az újonc Max Verstappen (minden idők legfiatalabb újoncaként) és Carlos Sainz Jr. voltak.

## Áttekintés
Az autót 2015. január 31-én mutatták be. Az autót februárban mutatták be elsőnek versenyhelyzetben, Barcelonában, még a tesztek kezdetén. A tesztek végére aztán jelentős mértékben módosították azt: nagy meglepetést okozott a rövidebb orr, az új aerodinamika és a fura felfüggesztés. A csapat technikai igazgatója, James Key szerint ez a versenyautó "jelenleg a tökéletes versenyautó". Az autó az előző évhez képest sokkal versenyképesebb volt, a magyar nagydíjon, és az amerikai nagydíjon született Verstappen kétszer is negyedik lett. Ezzel az eredménnyel hetedikek lettek a bajnokságban, alig pár ponttal elmaradva a Lotus-Mercedes csapattól. A Renault-motorok megbízhatatlansága és gyengesége azonban továbbra is neuralgikus pont volt, így az év végén a csapat visszaváltott a Ferrari-motorokra.

## Táblázat
| Év   | Csapat              | Motor                     | Pilóták          | Versenyek | Versenyek | Versenyek | Versenyek | Versenyek | Versenyek | Versenyek | Versenyek | Versenyek | Versenyek | Versenyek | Versenyek | Versenyek | Versenyek | Versenyek | Versenyek | Versenyek | Versenyek | Versenyek | Pontok | Helyezés |
| 2015 | Scuderia Toro Rosso | Renault Energy F1-2015 V6 | Pilóták          | AUS       | MAL       | CHN       | BHR       | ESP       | MON       | CAN       | AUT       | GBR       | HUN       | BEL       | ITA       | SIN       | JPN       | RUS       | USA       | MEX       | BRA       | ABU       | 67     | 7.       |
| 2015 | Scuderia Toro Rosso | Renault Energy F1-2015 V6 | Max Verstappen   | KI        | 7         | 17†       | KI        | 11        | KI        | 15        | 8         | KI        | 4         | 8         | 12        | 8         | 9         | 10        | 4         | 9         | 9         | 16        | 67     | 7.       |
| 2015 | Scuderia Toro Rosso | Renault Energy F1-2015 V6 | Carlos Sainz Jr. | 9         | 8         | 13        | KI        | 9         | 10        | 12        | KI        | KI        | KI        | KI        | 11        | 9         | 10        | KI        | 6         | 13        | KI        | 11        | 67     | 7.       |

† Nem fejezte be a versenyt, de mivel a verseny 90%-át teljesítette, rangsorolták.